# Pesca a strascico
La pesca a strascico è un metodo di pesca che consiste nel trainare attivamente una rete da pesca sul fondo del mare. La rete può essere trainata da una o due barche.

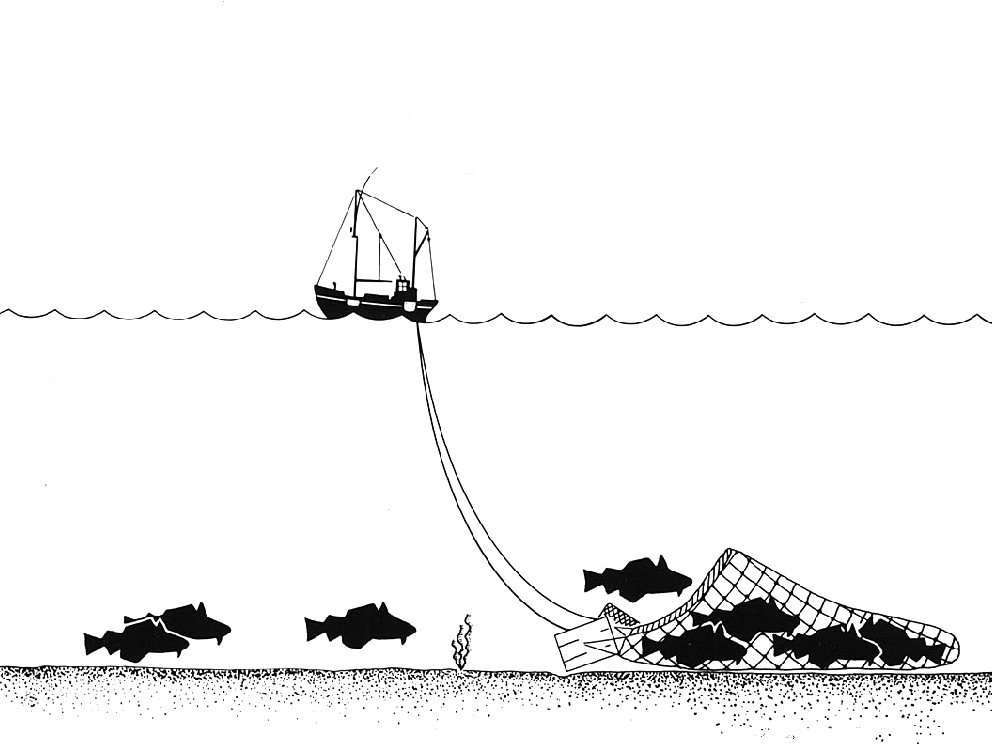

## Struttura e tipi di rete
Le reti a strascico hanno generalmente forma conica; la parte terminale, apribile per estrarre il pescato, prende il nome di sacco, l'apertura invece prende il nome di bocca e la parte centrale di ventre. Sovente ai lati della bocca sono presenti due lunghe strisce di rete di forma triangolare con funzioni di "invito" che prendono il nome di ali e che, se la pesca viene praticata da due pescherecci in coppia, vengono mantenute aperte da entrambe le barche, con un tonneggio attaccato ad ognuna di esse; nella pesca a strascico compiuta da una sola barca, il tipo più comune, la rete è invece mantenuta aperta da strutture chiamate porte, tavoloni o divergenti. Le porte sono disponibili in diverse forme e misure e possono essere adatte a tenere la rete a contatto col fondo o sollevate da esso. Affinché le porte compiano bene il loro dovere, è necessario che la barca o la nave viaggi ad una certa velocità, in genere di 2,5-4 nodi. La parte della bocca e delle ali che strascica il fondale è in genere armata di piombi e catene con la funzione di smuovere il sedimento e di farne venir fuori pesci ed altri animali che vi fossero intanati mentre la parte superiore degli stessi è dotata di galleggianti con lo scopo di tenere aperta la bocca.
Il tipo più comune di rete a strascico bentonica (utilizzata per prede che stiano sul o nei pressi del fondale) è la paranza, in origine manovrata da due imbarcazioni ma oggi in genere messa in pesca da un solo peschereccio. Il rapido o sogliolara o sfogliara è una rete piccola, senza ali e dotata di una cornice rigida attorno alla bocca, che nella parte inferiore è armata di denti. Questa rete è impiegata principalmente per la pesca di pesci piatti, di razze e di molluschi bivalvi come telline e vongole.
La gangamella è invece una piccolissima rete (poco più di un retino) che viene lentamente strascicata di notte sulle praterie di Posidonia oceanica allo scopo di catturare i gamberetti. La sciabica e lo sciabichello hanno struttura simile alla paranza, con la differenza che vengono trasportate a mare da un'imbarcazione ma poi vengono salpate da terra. Altri tipi di rete sono impiegati per la cattura di pesci di mezz'acqua come cefali e latterini, soprattutto in lagune o ambienti salmastri.

## Effetti sull'ambiente

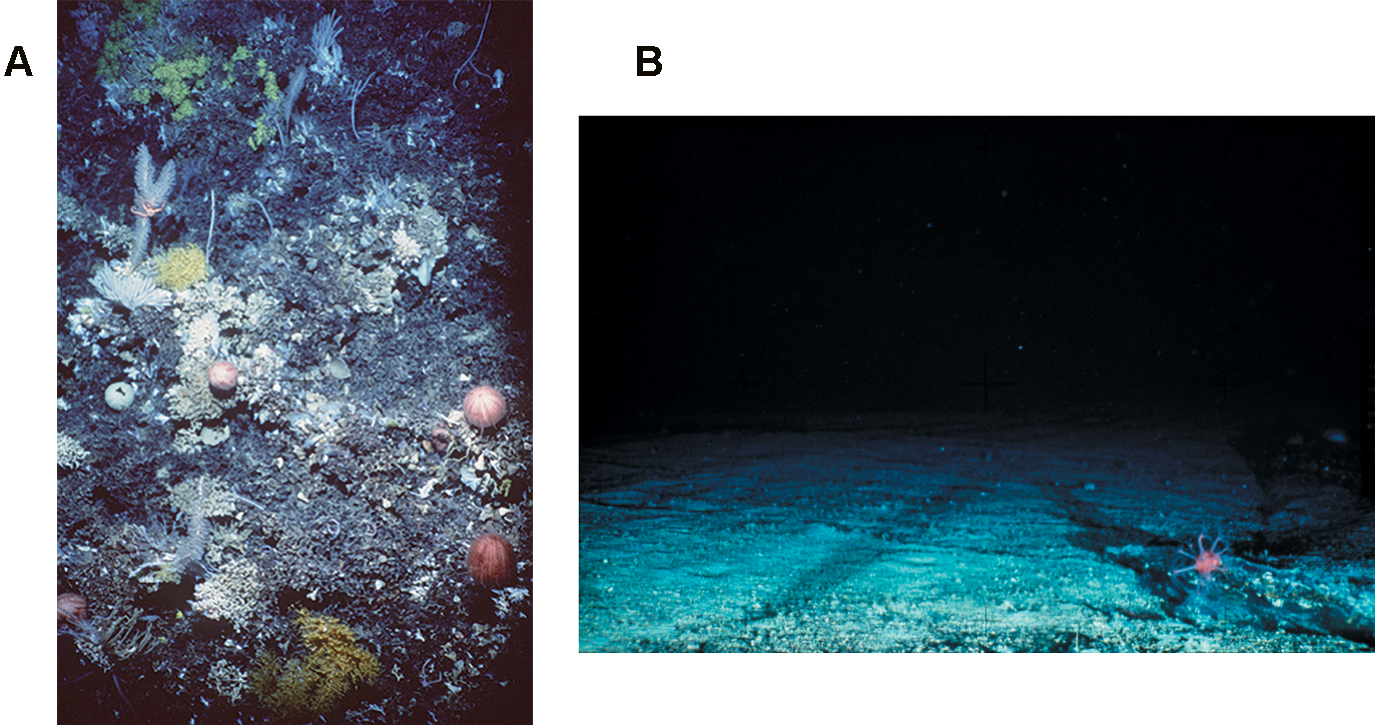
Gli effetti distruttivi del passaggio di una rete a strascico su un banco di Coralli bianchi.

La pesca a strascico bentonica è fonte di notevole impatto sull'ambiente marino. Le reti a strascico infatti distruggono o asportano qualunque cosa incontrino sul fondale, come ad esempio pesci, invertebrati, coralli, alghe, posidonie. Di conseguenza, esse lasciano un ambiente devastato dove le comunità biotiche originarie si potranno reimpiantare solo dopo molto tempo. Peraltro, la pesca a strascico fornisce la maggioranza del pescato di specie demersali, e ciò anche a paragone del numero di operatori.
Questo è particolarmente grave nel caso di ecosistemi complessi e di fondamentale ruolo biologico come quello della prateria di Posidonia oceanica, che possono essere totalmente distrutti anche con una sola passata. Proprio per evitare questo in alcuni paesi, ad esempio in Italia, si è deciso di vietare la pesca a strascico sottocosta (entro le 3 miglia marine o al di sopra della batimetrica dei 50 metri), dove queste comunità complesse si sviluppano, ma ciò nonostante è frequente leggere sui quotidiani di pescherecci che strascicano impunemente nelle zone vietate facendo danni irreparabili e minando le loro stesse possibilità di pesca future.
Un altro serio problema della pesca a strascico è la sua non selettività, lo strascico raccoglie tutto, specie commerciali e non commerciali, adulti e giovani. La cattura di specie o esemplari di nessun interesse commerciale prende il nome di bycatch e può riguardare anche giovanili di specie pregiate, il che può portare ad un tracollo degli stock ittici, oltre a numerosi organismi non commestibili ma lo stesso importanti per l'ecosistema. Un sistema per evitare il bycatch di giovanili (soprattutto per quanto riguarda il nasello) è quello di aumentare le dimensioni delle maglie della rete costituente il sacco. Data la difficile controllabilità dell'attività di pesca in mare aperto si tendono ad usare altre tecniche dissuasive come le barriere artificiali, ovvero l'affondamento in aree di particolare interesse biologico di grandi blocchi di cemento armati di tondini d'acciaio piegati a gancio, capaci di danneggiare seriamente l'attrezzo da pesca. Oltre all'effetto di allontanare lo strascico illegale dall'area interessata questi blocchi forniscono supporto agli organismi bentonici incrementando la biodiversità dell'area, con conseguenze positive anche per la pesca. Un altro sistema di salvaguardia della fauna dalla pesca distruttiva è quello di istituire periodi di fermo biologico (durante periodi riproduttivi dei principali organismi oggetto di pesca o di bycatch) in cui la pesca a strascico è completamente vietata ovunque in modo da consentire la riproduzione di questi animali.
Secondo uno studio ministeriale italiano, effettuato nel 2001 su alcune specie ritenute tra i principali target di questa pratica (nasello e triglia di fango), la rete del sacco ha in genere una maglia di 60mm mentre la rete del coprisacco ha maglia da 50mm. Questo studio intendeva comparare il pescato con l'una e con l'altra dimensione di maglia, giungendo a rilevare che, per le due specie traguardate, alla maggior larghezza (60mm) corrispondeva una taglia media di cattura più lunga di un cm. Secondo questa ricerca però all'incremento delle taglie, con la maglia più grossa non corrispondeva anche un vantaggio economico, riducendosi il fatturato (del 22,8%), il reddito da capitale (di più del 50%) e la redditività dell'investimento (del 9%).
Un'enorme quantità di CO2 immagazzinata sul fondo dell'oceano viene liberata ogni anno a causa della pesca a strascico, che solleva continuamente i sedimenti marini. Secondo le stime degli scienziati, le emissioni di CO2 derivanti dalla pesca a strascico ammontano in media a un miliardo di tonnellate all'anno - superando le emissioni del traffico aereo globale. La maggior parte - più di 750 milioni di tonnellate - proviene dalle attività di pesca a strascico nelle acque costiere della zona economica esclusiva (ZEE) della Cina, seguita dalle ZEE di Russia, Italia, Regno Unito, Danimarca e Francia. L'espansione delle aree protette, incluse le acque nazionali che vengono fortemente sfruttate, potrebbe ridurre considerevolmente la carbon footprint di questa attività.